# Limonium pigadiense
Limonium pigadiense ist eine Pflanzenart aus der Gattung Strandflieder (Limonium).

## Merkmale
Limonium pigadiense ist ein ausdauernder Halbstrauch, der Wuchshöhen von 10 bis 50 Zentimeter erreicht. Die Laubblätter messen 40 bis 60 × 8 bis 12 Millimeter, sind einnervig, spatelig, stumpf bis leicht stachelspitzig, hellgrün und fleischig. 
Die Rispe ist rhombisch. Die Ähren weisen je Zentimeter 4 bis 5 stark genäherte bis sich berührende, zweiblütige Ährchen auf. Das innere Tragblatt misst 4 bis 5 × 2,5 bis 3 Millimeter, ist verkehrteiförmig, dreifarbig mit grüner Mitte, nach außen hin mehr braun und am 0,5 bis 1 Millimeter breiten Hautrand weiß. Der Kelch ist am Grund behaart und 5 bis 6,5 Millimeter groß.
Die Blütezeit liegt im Juni.

## Vorkommen
Limonium pigadiense kommt auf Karpathos vor. Die Art wächst auf Kalkfelsen auf Kleininseln an der Küste.